# 北海道津別高等学校
北海道津別高等学校（ほっかいどうつべつこうとうがっこう、Hokkaido Tsubetsu High School）は、北海道網走郡津別町にある公立（道立）の高等学校である。全日制普通科。

## 沿革
- 1948年 - 道立美幌農業高等学校津別分校として開校。
- 1949年 - 北海道津別高等学校（町立）となる。
- 1953年 - 道立に移管。
- 1955年8月20日 - 生徒の利便を図るため、近くを通っていた国鉄相生線に高校前仮乗降場が開業する。
- 1985年
  - 4月1日 - 高校前仮乗降場が相生線廃止により廃駅となる。
  - 6月10日 - 現校舎新築工事を着工。
- 1986年
  - 12月1日 - 現校舎が完成。
  - 12月23日 - 現校舎に完全移転。旧校舎跡地は区画整理され、住宅地に転用された。

## 部活動・同好会
- 野球部
- サッカー部
- バドミントン部
- バスケットボール部
- 弓道部
- ソフトテニス同好会（休会中）
- ボランティア同好会
- 図書局

## 主な出身者
- 大西重成 - イラストレーター
- 三好昇 - 江別市長